# شهرستان اسلم
ناحیهٔ اسلم (به عربی: مدیریة أسلم) یک ناحیه در یمن است که در استان حجه واقع شده‌است.
ناحیهٔ اسلم ۴۹٬۲۲۷ نفر جمعیت دارد.